# Івашко Бабинський
Іва́шко Ба́бинський (? — після 1484) — руський (український) боярин з роду Бабинських, зем'янин у Луцькому повіті Волинської землі Великого князівства Литовського. Родове гніздо — Бабин. 

## Відомості
Івашко Бабинський — волинський зем'янин, луцький повітник у Волинській землі Великого князівства Литовського. Найдавніший з відомих представників роду Бабинських на теренах Волині. Його діяльність припадає на епоху правління короля Казимира IV Ягеллончика. Уперше згадується свідком в документі від 25 січня 1465 року, де йдеться про продаж Гриньком Єловичем села  Долотче князю Івану Острозькому «за 30 коп грошей широких». У 1466 році поряд з Івашком Бабинським фігурує Пашко Бабинський, імовірно його брат.
Донька Івашка Бабинського - N Бабинська у шлюбі з Андрієм Денисковичем Мокосієм. Їхня донька Євдокія (Овдотя) у шлюбі з Юхном Зенковичем. Вони започаткували нову гілку Кирдійовичів — Вільгорських. Отримали частину села Вільгір якою володів Івашко Бабинський, іншою володів Сенко Денискович Мокосій (стрий Євдокії). Востаннє Івашко Бабинський згадується 1484 року. Єдиний відомий син  — Митко Бабинський. 